# Knautia mollis
Knautia mollis är en tvåhjärtbladig växtart som beskrevs av Jordan. Knautia mollis ingår i släktet åkerväddar, och familjen Dipsacaceae. Inga underarter finns listade i Catalogue of Life.